# 特雷兹塞普捷
特雷兹塞普捷（法語：Treize-Septiers，法語發音：[tʁɛz sɛptje]）是法国卢瓦尔河地区大区旺代省的一个市镇，属于永河畔拉罗什区。

## 地理
特雷兹塞普捷（46°59'4"N, 1°13'49"W）面积21.84 平方千米，位于法国卢瓦尔河地区大区旺代省，该省份为法国西部沿海省份，北起大西洋卢瓦尔省和曼恩-卢瓦尔省，西临大西洋，南至滨海夏朗德省，东部及东南部与德塞夫勒省接壤。
与特雷兹塞普捷接壤的市镇（或旧市镇、城区）包括：拉布瓦西耶尔-德蒙泰居、拉布吕菲耶尔、莱朗德热尼松、蒙泰居旺代。
特雷兹塞普捷的时区为UTC+01:00、UTC+02:00（夏令时）。

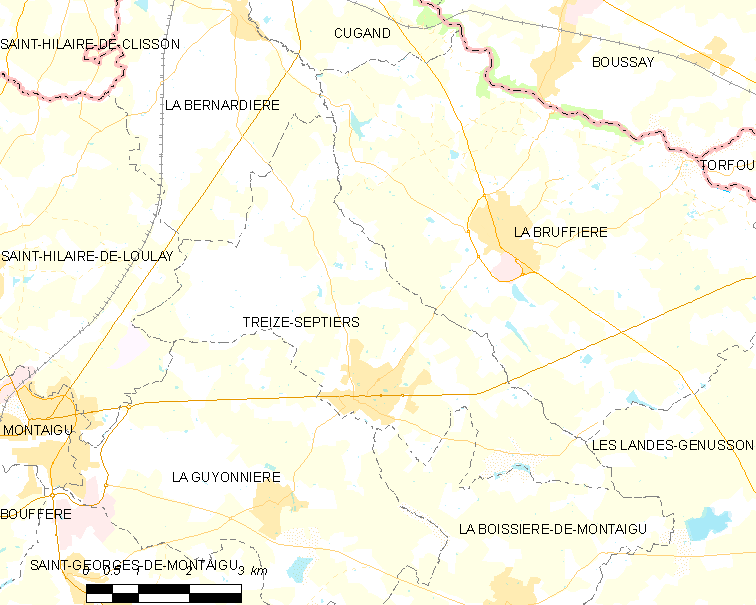
特雷兹塞普捷的OSM定位图

## 行政
特雷兹塞普捷的邮政编码为85600，INSEE市镇编码为85295。

## 政治
特雷兹塞普捷所属的省级选区为蒙泰居旺代县。

## 人口

1962-2008年间特雷兹塞普捷人口变化图示

特雷兹塞普捷于2022年1月1日时的人口数量为3361人。